# 德尔塞诺
德尔塞诺（德語：Dersenow）是德国梅克伦堡-前波美拉尼亚州的市镇，隶属于路德维希斯卢斯特-帕尔希姆县，总面积为22.51平方千米，截至2020年总人口为462人。